# Лоц. Инд. Артиг. е Ком. Импјаната (Л'Аквила)
Лоц. Инд. Артиг. е Ком. Импјаната (итал. Loc. Ind. Artig. e Comm.Impianata) је насеље у Италији у округу Л'Аквила, региону Абруцо.
Према процени из 2011. у насељу је живело 48 становника. Насеље се налази на надморској висини од 354 м.